# Pardaloberea
Pardaloberea is een kevergeslacht uit de familie van de boktorren (Cerambycidae). De wetenschappelijke naam van het geslacht werd voor het eerst geldig gepubliceerd in 1926 door Pic.

## Soorten
Pardaloberea is monotypisch en omvat slechts de volgende soort:
- Pardaloberea curvaticeps Pic, 1926